# 邱志恆
邱志恆（2001年1月29日—），為台灣泰雅族棒球選手，目前效力於中華職棒中信兄弟隊，守備位置為外野手。於2019年季中選秀中被中信兄弟以第八輪第三十五順位選進。

## 經歷
- 苗栗縣汶水國小少棒隊（四年級轉學）
- 臺中市大仁國小少棒隊
- 臺中市立中山國民中學青少棒隊
- 新北市私立穀保高級家事商業職業學校青棒隊
- 中華職棒中信兄弟（2019年8月21日－2021年）

## 職棒生涯成績
| 年度 | 球隊     | 出賽 | 打數 | 安打 | 全壘打 | 打點 | 盜壘 | 四死 | 三振 | 壘打數 | 雙殺打 | 打擊率 | 上壘率 | 長打率 | OPS |
| ---- | -------- | ---- | ---- | ---- | ------ | ---- | ---- | ---- | ---- | ------ | ------ | ------ | ------ | ------ | --- |
| 2021 | 中信兄弟 | －   | －   | －   | －     | －   | －   | －   | －   | －     | －     | －     | －     | －     | －  |
| 合計 | 1年      | －   | －   | －   | －     | －   | －   | －   | －   | －     | －     | －     | －     | －     | －  |

## 外部連結
- 邱志恆在台灣棒球維基館上的頁面（繁體中文）